# Radenci
Radenci (in tedesco Bad Radein) è un comune di 5 248 abitanti della Slovenia nord-orientale. È un piccolo centro ai piedi delle colline che accompagnano il fiume Mura quando entra in Slovenia, assai noto in tutto il paese per la produzione dell'acqua minerale Radenska (con i tre cuori rossi come marchio), offerta in tutti i bar e i ristoranti del Paese e anche all'estero. Inoltre Radenci è famosa per essere una delle più antiche e frequentate stazioni termali slovene. Esistono vari alberghi, tra cui l'Hotel Radin e l'Hotel Izmir, che sono collegati direttamente alle terme di Radenci.